# چرونا سکالا
چرونا سکالا (به بلغاری: Chervena skala) یک منطقهٔ مسکونی در بلغارستان است که در شهرستان آردینو واقع شده‌است.
 چرونا سکالا ۲٫۱۹۵ کیلومتر مربع مساحت و ۸۷ نفر جمعیت دارد.